# Ola Fløene
Ola Fløene,  född 1 februari 1969 i Brumunddal, är en norsk kartläsare i rally som tävlar tillsammans med Andreas Mikkelsen.

## Vinster i WRC
| Säsong | Tävling         | Förare            | Bil           |
| ------ | --------------- | ----------------- | ------------- |
| 2015   | Rally Catalunya | Andreas Mikkelsen | VW Polo R WRC |